# Chris Führich
Chris Führich, född 9 januari 1998 i Castrop-Rauxel, är en tysk fotbollsspelare som spelar för Stuttgart och Tysklands landslag.

## Karriär
Führich inledde sin karriär i Köln 2017. Där spelade han till 2019 då han flyttade till Borussia Dortmund för att sedan bli värvad till Stuttgart år 2021. 2023 debuterade han i det tyska A-lagslaget. Han medverkade i EM i fotboll 2024.